# Weltkrieg! Kriegs- & Ruhmesblätter
Weltkrieg! Kriegs- & Ruhmesblätter war ein halbamtliches Propagandablatt während des Ersten Weltkrieges mit Meldungen zu aktuellen Kriegs- und Frontgeschehnissen. Von 1914 bis 1918 erschienen insgesamt 224 jeweils vierseitige Ausgaben des Wochenblattes zum Preis von 5 Pfennig, ab Ausgabenummer 185 zum Preis von 7 1/2 Pfennig. Verleger war der Berliner Hilfsverein Deutscher Frauen, auch als Hilfsverein Dt. Frauen d. Preuß. Herrenhauses bezeichnet. Verantwortlicher Schriftleiter war Paul Hildebrandt aus Charlottenburg. Außerdem erschienen mehrere Sammelauflagen der Blätter in gebundener Form.